# Tebicuarymí
Tebicuarymí – miasto w departamencie Paraguarí, w Paragwaju. Według danych na rok 2020 miasto zamieszkiwały 4684 osoby, a gęstość zaludnienia wyniosła 34,5 os./km².

## Demografia
Ludność historyczna:
| Rok                         | 2000 | 2005 | 2010 | 2015 | 2020 |
| --------------------------- | ---- | ---- | ---- | ---- | ---- |
| Ludność                     | 4006 | 4161 | 4320 | 4496 | 4684 |
| Gęstość zaludnienia os./km² | 29,5 | 30,7 | 31,8 | 33,1 | 34,5 |

Ludność według grup wiekowych na rok 2020:
| Wiek                                | 0–9 lat | 10–19 lat | 20–29 lat | 30–39 lat | 40–49 lat | 50–59 lat | 60–69 lat | 70–79 lat | 80+ lat |
| ----------------------------------- | ------- | --------- | --------- | --------- | --------- | --------- | --------- | --------- | ------- |
| Liczba osób w danej grupie wiekowej | 824     | 838       | 809       | 713       | 453       | 407       | 339       | 196       | 105     |

Struktura płci na rok 2020:
| Płeć                         | Mężczyźni | Kobiety |
| ---------------------------- | --------- | ------- |
| Liczba osób w danej płci     | 2610      | 2074    |
| Liczba osób w danej płci w % | 55,7      | 44,3    |

## Infrastruktura
Przez miasto przebiega droga krajowa nr PY01 łącząca Tebicuarymí ze stolicą kraju Asunción.